# Caín de Valdeón
Caín de Valdeón, (en leonés, Caín de Valdión) conocida habitualmente como Caín, es una aldea perteneciente al municipio de Posada de Valdeón, provincia de León, Comunidad de Castilla y León, España. En 2013 contaba con una población censada de 69 habitantes. Se encuentra ubicada en el Valle de Valdeón, a 460 metros de altura, en los Picos de Europa, constituyendo el punto de partida de numerosas rutas de senderismo, la más famosa de las cuales es la que atraviesa la garganta del Cares. Es uno de los enclaves donde se gestó la Reconquista.
Hasta los años 1990, la aldea se dividía en dos núcleos: Caín de Arriba y Caín de Abajo, separados por apenas 150 metros. Sin embargo, en la actualidad, Caín de Arriba se encuentra deshabitado.

## Puntos de interés
Algunos de los lugares de interés situados en las inmediaciones de la aldea son:
- Ermita de Corona, lugar donde según la tradición fue coronado Don Pelayo.
- Garganta del Cares.
- Chorco de los lobos. Antigua trampa que se utilizó durante siglos para cazar lobos.
- Mirador del Tombo, en la carretera que une Caín con Posada de Valdeón.
- Las grandes alturas calizas que rodean la localidad, entre ellas el pico Robliza que alcanza los 2245 metros de altura y el pico Jultayu con 1940 metros.

## Personajes
- Gregorio Pérez Demaría, natural de Caín y conocido como “El Cainejo”, que el 5 de agosto de 1904, acompañado por Pedro Pidal y Bernaldo de Quirós, Marqués de Villaviciosa de Asturias, realizó la primera escalada del Naranjo de Bulnes.
- Comandante legionario Venerando Pérez Guerra, natural de Caín y fallecido como consecuencia de las heridas sufridas en una emboscada en la Playa al Aaiún, durante la guerra de Ifni-Sahara el 30 de noviembre de 1958.
- María Pérez Pérez nieta de “El Cainejo”, la primera mujer en llegar a la cima del Naranjo de Bulnes en julio de 1935. Una semana después, el 6 de agosto; su prima Teofila Gao, también nieta de El Cainejo, repitió la hazaña sin cuerdas y con falda.